# Piptochaetium pringlei
Piptochaetium pringlei är en gräsart som först beskrevs av William James Beal, och fick sitt nu gällande namn av Parodi. Piptochaetium pringlei ingår i släktet Piptochaetium och familjen gräs. Inga underarter finns listade i Catalogue of Life.